# فرانسوا جوزيف فورنير
فرانسوا جوزيف فورنير هو رائد أعمال بلجيكي، ولد في 6 ديسمبر 1857، وتوفي في 13 يناير 1935.